# Nathan Law

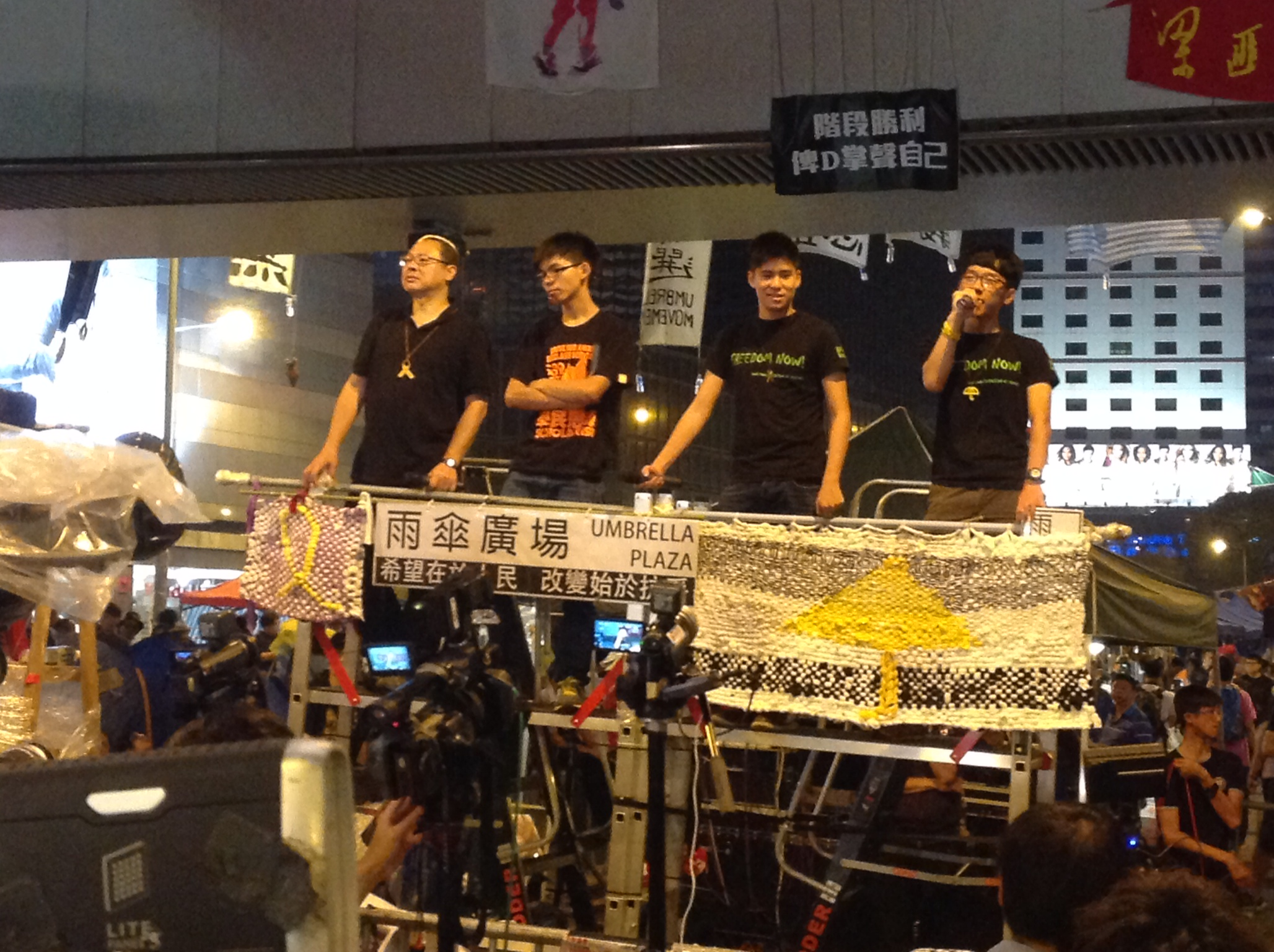
Nathan Law spreekt de studenten toe in oktober 2014

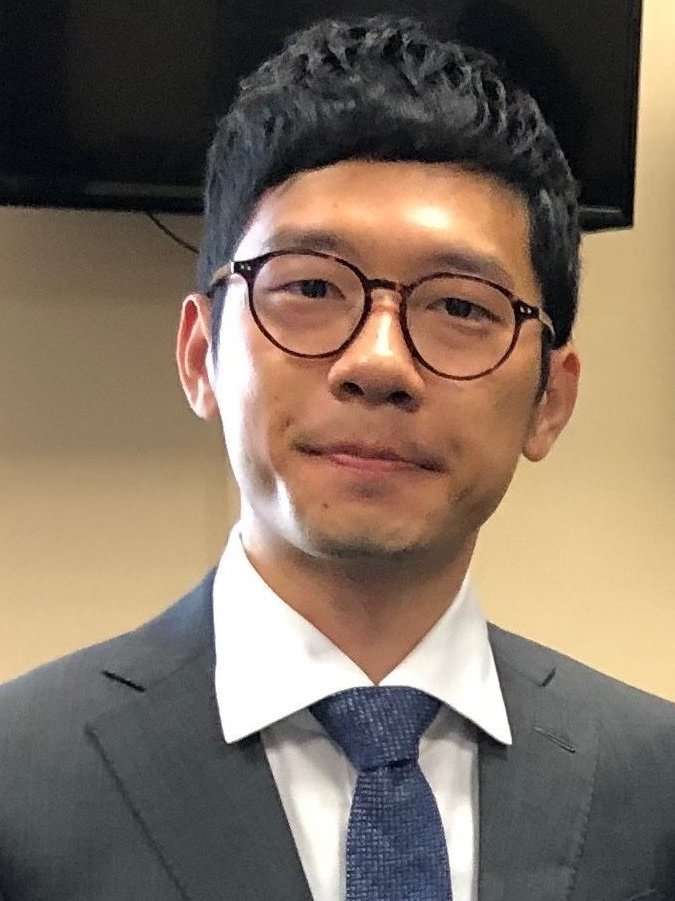
Nathan Law

Nathan Law Kwun-chung (13 juli 1993) is een activist en politicus uit Hong Kong. Als voormalig studentenleider was hij voorzitter van de vertegenwoordigende raad van de Lingnan University Students' Union (LUSU), waarnemend voorzitter van de LUSU en secretaris-generaal van de Hong Kong Federation of Students (HKFS). Hij was een van de studentenleiders tijdens de Parapluprotesten in 2014. Hij is de oprichter en voormalig voorzitter van Demosisto, een nieuwe politieke partij die voortkwam uit de protesten van 2014.
Op 4 september 2016, op 23-jarige leeftijd, werd Law gekozen om te dienen als wetgever voor Hong Kong Island, waarmee hij de jongste wetgever in de geschiedenis van de Wetgevende Raad van Hong Kong is. Dit nieuws werd in China gecensureerd.
In juni 2020 vluchtte Nathan Law naar Groot-Brittannië. Na de inwerkingtreding van de nationale veiligheidswet op 1 juli 2020, kondigde Law aan dat hij was verhuisd naar het Verenigd Koninkrijk, waar hem in april 2021 politiek asiel werd verleend, zeer tegen de zin van de Chinese Communistische Partij.